# Esmir Ahmetović
Esmir Ahmetović (n. 17 ianuarie 1991, Srebrenica, Iugoslavia) este un fotbalist bosniac, care evoluează pe postul de mijlocaș stânga la clubul din țara sa natală, Bratstvo Gračanica.